# Zoff im Zoo
Zoff im Zoo ist ein Kartenspiel von Doris Matthäus und Frank Nestel, in welchem die Spieler durch geschicktes Ausspielen ihrer Karten die jeweils zuvor gelegten Karten überbieten müssen.

## Spielablauf
Ein Spiel setzt sich aus mehreren Partien zusammen, wobei so viele Partien gespielt werden, bis ein oder mehrere Spieler eine bestimmte Punktzahl erreichen. 
Für eine Partie werden zu Beginn die 60 Spielkarten verdeckt an die Spieler verteilt. Primäres Ziel ist, die Karten als erster komplett ablegen zu können, wobei jeder Spieler reihum eine oder mehrere Karten derselben Tierart ablegen darf. Weiterhin müssen die gelegten Tiere die jeweils vorher gelegten Tiere „vertreiben“ können. Dazu muss entweder die Anzahl um ein Tier höher sein (drei Löwen vertreiben zwei Löwen) oder die nachfolgend gelegten Tiere müssen bei gleicher Anzahl gelegt entsprechend den Kennzeichnungen auf den Karten Angstgegner der vorher gelegten Tiere sein (zwei Igel fürchten sich vor zwei Füchsen).
Die so entstehende Hierarchie der Tiere ist zum Teil zyklisch aufgebaut: Die meisten Tiere haben Angst vor Elefanten, welche sich allerdings vor Mäusen fürchten. Diese können aber erneut von den meisten anderen Tierarten vertrieben werden. Lediglich Orcas haben keine Angstgegner, eine oder mehrere solcher Karten kann man nur durch eine höhere Anzahl derselben vertreiben.
Kann oder möchte ein Spieler die letztgespielten Tiere nicht vertreiben, muss er passen. Haben auf ein Ausspiel hin reihum alle anderen Spieler gepasst, nimmt der erneut an den Zug gekommene Spieler die ausliegenden Karten als Stich an sich und darf mit einer beliebigen Tierart erneut ausspielen.
Es wird gespielt, bis nur noch ein Spieler Karten auf der Hand hält. Nach Abschluss einer Partie werden Punkte für schnelles Ablegen der Karten sowie für besondere Tierarten in den eigenen Stichen vergeben.

## Erweiterte Regeln
Eine Regelerweiterung sieht vor, dass sich nach der ersten Partie für die weiteren Partien jeweils Teams bilden. Je nach aktuellem Punktestand ergeben sich Partner, welche nach dem Austeilen zwei Karten Tauschen und sich unter bestimmten Umständen auch während des Ausspiels unterstützen dürfen. 

## Grafik
Das Spiel lebt neben dem eigentlichen Spielprinzip auch von der liebevollen Illustration. Die Zeichnungen von Doris Matthäus weisen einen typischen Comicstil auf, welcher auch in den von ihr illustrierten Spielen Ursuppe und Arche Optimix zu finden ist.